# معلاق لحم
معلاق أو خطاف اللحم هو أي خطاف يستخدم في الجزارة لتعليق اللحوم. هذا الشكل من الخطاف هو ضربٌ عن الخطاف التقليدي على شكل حرف S.